# Yorgen Fenech
Yorgen Fenech (nacido el 23 de noviembre de 1981 en Pietà, Malta) es un empresario maltés entre cuyos negocios destacan varios casinos y hoteles. Fue director de la compañía Electrogas, una empresa propietaria de la única central eléctrica de la isla.
En noviembre de 2019 fue detenido bajo sospecha de haber sobornado a miembros del gobierno Muscat y por su supuesta relación con el asesinato de la periodista Daphne Caruana Galizia. Es una figura clave en la crisis política maltesa de 2019.

## Negocios
Fenech fue identificado en 2018 como el propietario de la compañía 17 Black, una sociedad registrada en Dubai listada en los llamados Papeles de Panamá y a la que la periodista Caruana Galizia había vinculado con supuestos sobornos al ministro de energía maltés y a otros miembros de dicho gobierno. Más tarde, el grupo de búsqueda Proyecto Daphne encontró correos electrónicos entre la sociedad 17 black y dos empresas pantalla situadas en Panamá, pertenecientes al propio ministro de energía. Los correos electrónicos mencionaron pagos de hasta 2 millones de dólares por servicios no especificados.
Fenech era CEO del Grupo Tumas y director de la compañía de energía Electrogas; en 2019 dimite de ambos cargos. El 25 de noviembre de 2019 el Grupo Tumas emitió un comunicado en el que calificaba de "ajenas a los valores del grupo" las informaciones que relacionaban a Fenech con el asesinato de la periodista Daphne Caruana.

## Asesinato de Daphne Galizia
El 16 de octubre de 2017 la periodista Daphne Caruana Galizia murió en un ataque bomba en la puerta de su casa, atrayendo la atención internacional. En diciembre de 2017, tres hombres fueron arrestados en conexión con el ataque. El 19de noviembre de 2019, el Primer ministro Joseph Muscat anunció un trato con un testigo, Melvin Theuma, un taxista con enlaces empresariales supuestamente criminales que ha sido descrito como un "intermediario" en el ataque contra Caruana. Como recompensa por su colaboración, el gobierno comunicó su intención de indultarle de toda pena si finalmente fuese condenado por una participación menor en el supuesto asesinato.
El 20 de noviembre Fenech intenta huir de Malta en su yate privado, siendo interceptado por las Fuerzas armadas de Malta que procedieron a arrestarle en relación a la investigación por la muerte de Caruana.